# Michel Ansermet
Michel Ansermet (20 febbraio 1965) è un tiratore a segno svizzero, ha partecipato a due edizioni dei Giochi olimpici.

## Carriera
Debuttò alle Olimpiadi di Atlanta nel 1996, vincendo poi la medaglia d'argento nella pistola 25 metri ai Giochi della XXVII Olimpiade a Sydney nel 2000.